# Felsőmocsolád
Felsőmocsolád é um município da Hungria, situado no condado de Somogy. Tem 16,51 km² de área e sua população em 2019 foi estimada em 391 habitantes.